# Yūya Takaki
Yūya Takaki (髙木 雄也?, Takaki Yūya; Osaka, 26 marzo 1990) è un cantante e attore giapponese, ha iniziato la carriera nel 2004 come idol e tarento dei Johnny's Jr., la sezione tirocinanti della Johnny & Associates.
Ha fatto parte, in ordine cronologico, dei gruppi J.J. Express, Hey! Say! 7, per approdare infine nel 2007 nella boy band J-pop Hey! Say! JUMP. Con quest'ultimo gruppo a poi proseguito la propria carriera musicale fino ad oggi.

## Singoli da solista
- Oretachi no Seishun
- Kumo no Ito
- Michishirube
- Time (brano scritto da Yuya ed arrangiato da Daiki Arioka).

## Filmografia

### Cinema
- 2012: Shiritsu Bakaleya Kōkō (film)
- Gokusen - Il film  - Ogata Yamato (2009)

### Televisione
- 2014: Suikyū yankīsu (Fuji TV)
- 2014: Dr. DMAT (TBS)
- 2012: Shiritsu Bakaleya Kōkō (NTV)
- 2009: Gokusen 3 SP - Ogata Yamato (NTV)
- 2008: Gokusen 3 - Ogata Yamato (NTV)
- 2007: Shabake - Eikichi (Fuji TV)
- 2005: Water Boys 2005 Summer (Fuji TV)